# Amants
Els amants (llatí: Amantes) o hammanients (llatí: Hammanientes) foren una tribu líbia que vivia a un oasi en mig del desert a dotze dies dels maces i els asbistes, els quals habitaven entorn del gran Sirte. Els esmenta Plini el Vell, qui diu que les seves cases eren de pedra trobada i tallada als turons de la rodalia. Solí també els esmenta, i hom ha proposat d'identificar-los amb els atarants d'Heròdot. Pel que fa a la seva localització, hom ha proposat la Djeffara, a la Tripolitània.